# دستور كندا

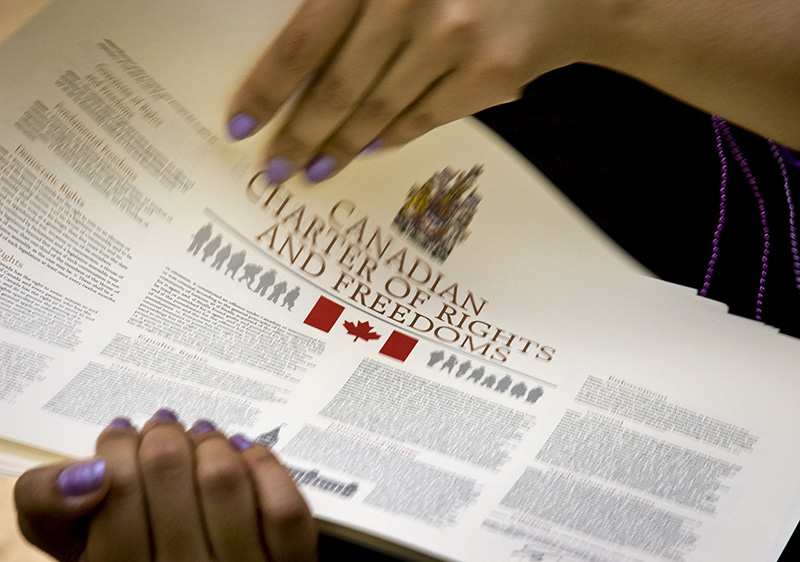
نسخة من الميثاق الكندي للحقوق والحريات

دستور كندا هو القانون الأعلى والأسمى لكندا ويتألف من سبعة أجزاء.
أكد القانون الدستوري لعام 1867 (المعروف باسم قانون أمريكا الشمالية البريطانية قبل 1982) على الحكم على أساس برلماني، وقسم السلطات بين الحكومة الاتحادية وحكومات المقاطعات. أما نظام وستمنستر الأساسي لعام 1931 فمنحها الحكم الذاتي الكامل بينما أنهى القانون الدستوري لعام 1982 كل العلاقات التشريعية بالمملكة المتحدة وأضاف صيغة تعديل دستورية وأضاف الميثاق الكندي للحقوق والحريات الذي يضمن الحقوق والحريات الأساسية التي لا يمكن عادة لأي حكومة تجاوزها على الرغم من أن بنداً في الميثاق يسمح للبرلمان الاتحادي والبرلمانات الإقليمية بتجاوز مقاطع معينة لمدة خمس سنوات.
يبدأ تاريخ كندا الدستوري بالتزامن مع معاهدة باريس لعام 1763، والتي بموجبها تنازلت فرنسا عن معظم فرنسا الجديدة لبريطانيا العظمى. ولقد كانت كندا مستعمرة على طول نهر سانت لورانس، وهي جزء من المنطقة المعروفة حاليًا باسم أونتاريو وكيبك. وعلى إثر ذلك، أجرت حكومتها العديد من التغييرات الهيكلية على مدار القرن التالي. وفي عام 1867، أصبحت كندا لقبًا يطلق على الدومينيون الفيدرالية الجديدة، والتي تمتد من المحيط الأطلنطي إلى المحيط الهادئ وسواحل القطب الشمالي. وقد حصلت كندا على الاستقلال الذاتي التشريعي عام 1931، لتستقل بذلك عن المملكة المتحدة، وخضع دستورها (بما في ذلك ميثاق الحقوق الجديد) للتعديل في عام 1982.
ويعد دستور كندا مزيجًا من القانون الدستوري الممتد عبر هذا التاريخ.

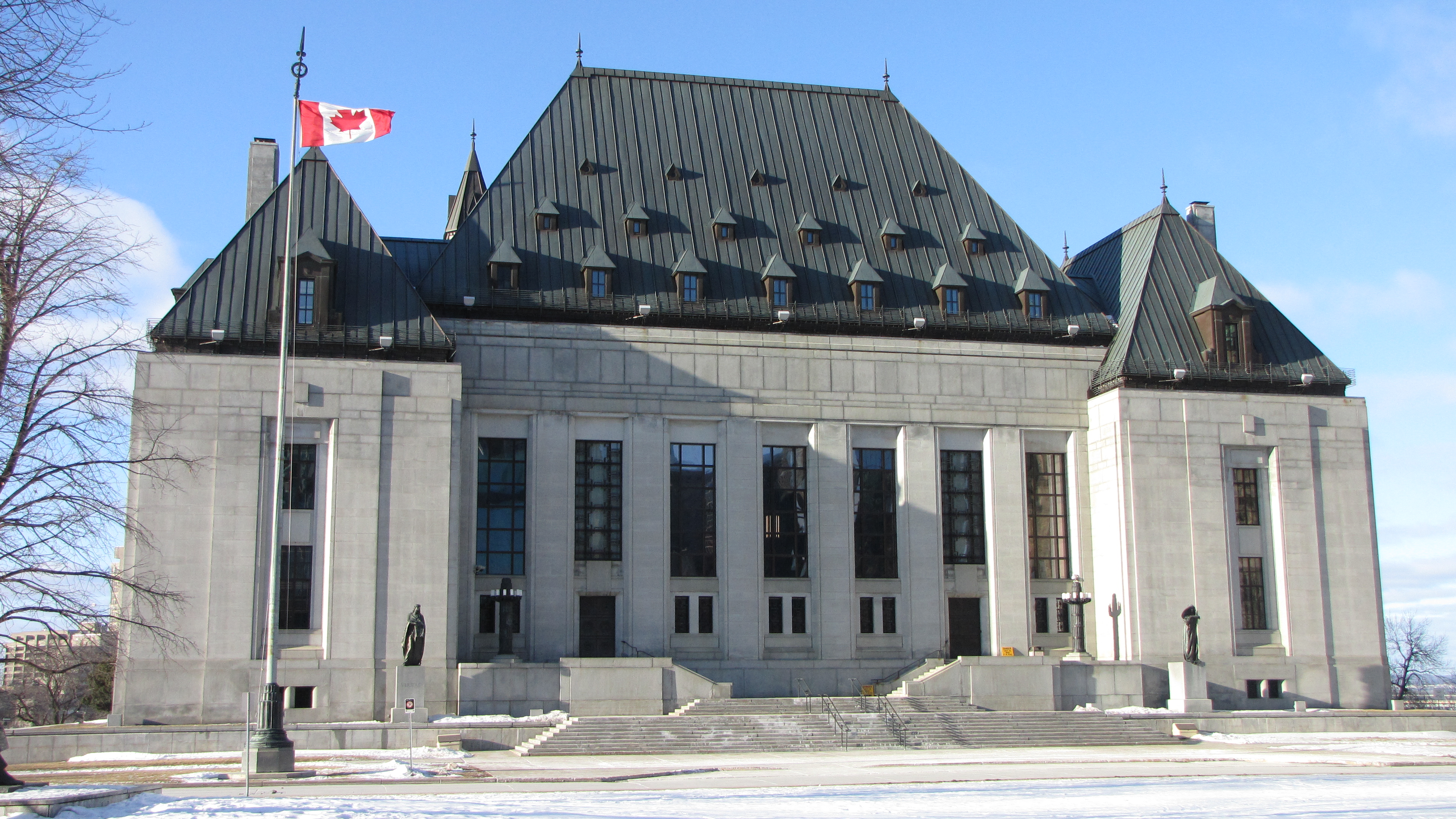
مبنى المحكمة العليا الكندية في أوتاوا، غرب تلة البرلمان.

## لمحة تاريخية
كان الاتصال الأولي بين الكنديين الأوروبيين والأمم الأولى والإنويت سلمياً نسبياً. بدأ التاج والشعوب الأصلية التفاعل خلال فترة الاستعمار الأوروبي. أنشئت معاهدات مرقمة وقانون الهنود والقانون الدستوري لعام 1982 وقوانين المحاكم. وقعت سلسلة من أحد عشر معاهدة بين السكان الأصليين في كندا والتاج الحاكم في كندا بين عامي 1871-1921. هذه المعاهدات هي اتفاقات مع حكومة كندا يديرها قانون السكان الأصليين الكندي ويشرف عليها وزير الشؤون الهندية والتنمية الشمالية. أعيد تأكيد دور المعاهدات في الفقرة خمسة وثلاثون من القانون الدستوري لعام 1982 والتي «تعترف وتؤكد المعاهدات الحالية مع السكان الأصليين وحقوقهم». يمكن أن تشمل هذه الحقوق توفير خدمات مثل الرعاية الصحية والإعفاء من الضرائب. جرى تأكيد ترسيم الإطار القانوني والسياسي للأمم الأولى في كندا في عام 2005 من خلال اتفاق الأمم الأولى والتاج الاتحادي السياسي الأول.
تلعب السلطة القضائية في كندا دوراً هاماً في تفسير القوانين ولديها سلطة إلغاء القوانين التي تخالف الدستور. المحكمة العليا في كندا هي أعلى محكمة وتصدر أحكاماً نهائية، وتترأسها بيفرلي مكلاكلين رئيسة العدل (الأولى من بين الإناث) منذ عام 2000. تضم المحكمة العليا تسعة أعضاء يعينهم الحاكم العام بناء على نصيحة رئيس الوزراء ووزير العدل. يتم تعيين جميع القضاة على الصعيدين الأعلى والاستئناف بعد التشاور مع هيئات قانونية غير حكومية. تعين الحكومة الفيدرالية أيضاً قضاة المحاكم العليا على مستوى المقاطعات والأقاليم.
يسود القانون العام في كل مكان ما عدا كيبك حيث يسود القانون المدني. القانون الجنائي مسؤولية اتحادية حصراً ويسود جميع أنحاء كندا. أما إنفاذ القانون بما في ذلك المحاكم الجنائية فهي مسؤولية المقاطعات، ولكن في المناطق الريفية في جميع المقاطعات باستثناء أونتاريو وكيبك يتم التعاقد مع شرطة الخيالة الملكية الاتحادية الكندية.

## الملكية الفكرية في الدستور الكندي
يحنوي الدستور الكندي أحكاما تحدد حقوق الملكية الفكرية.
يتضمن القسم 91 من القانون الدستوري لعام 1867 على أحكام بشأن حماية براءات الاختراع.
بالإضافة إلى ذلك، يضمن الجزءان الأول والثاني من الدستوري لعام 1982 المعارف التقليدية وأشكال التعبير الثقافي التقليدي لكندا والحقوق الفردية والخاصة.
ويحمي القسم 27 من الجزء الأول «الميثاق الكندي للحقوق والحريات» التراث المتعدد الثقافات. ويحمي القسم 35 من الجزء الثاني 'حقوق الشعوب الأصلية في كندا' الثقافات المميزة للشعوب الأصلية، ويحافظ على حقوقهم في ممارساتهم التقليدية.

## وصلات خارجية
- Canada in the Making - Constitutional history
- الدستور الكندي مترجم إلى العربية